# Shin'ya Yamanaka
Shinya Yamanaka (Osaka, Japón, 4 de septiembre de 1962) es un investigador médico japonés. Ha sido galardonado con el Premio Nobel de Fisiología y Medicina en 2012 junto a John Gurdon «por el descubrimiento de que células adultas pueden reprogramarse para convertirlas en pluripotentes» (Véase Célula madre pluripotente inducida).

## Biografía
Yamanaka es actualmente profesor del Institute for Frontier Medical Science, y Director del Center for iPS Cell Research and Application (CiRA), el Institute for Integrated Cell-Material Sciences (iCeMS), en la Universidad de Kioto. Fue un científico visitante en el Instituto Gladstone de la Universidad de California, San Francisco en 2007. Se licenció en la Universidad de Kobe en 1987 y realizó su doctorado en Osaka City University Graduate School en 1993.
Recibió el Premio Shaw en 2008 por sus recientes innovaciones de importancia fundamental para revertir el proceso de diferenciación celular en los mamíferos, un fenómeno que avanza nuestro conocimiento de la biología del desarrollo y representa una gran promesa para el tratamiento de las enfermedades humanas y las mejoras prácticas en la agricultura. Ha sido galardonado con el Premio Fundación BBVA Fronteras del Conocimiento 2010 en Biomedicina «por demostrar que es posible reprogramar células ya diferenciadas y devolverlas a un estado propio de las células pluripotentes. Su trabajo supone un importante avance para la medicina regenerativa».
Ganó, junto con Linus Torvalds, el Premio de Tecnología del Milenio, entregado por la Academia de Tecnología de Finlandia en 2012.